# Acantharia
Classe
Synonymes
Acantharea Haeckel, 1881
Les Acanthaires (Acantharia ou Acantharea selon les sources) sont l'un des trois groupes d'Actinopodes avec les Radiolaires et les Héliozoaires. Leur test est essentiellement constitué de célestine (matière organique et sulfate de strontium).
Ce sont des organismes unicellulaires dont le cytoplasme comprend l'endoplasme central granuleux et polynucléaire et l’ectoplasme périphérique qui émet des pseudopodes porteurs d'algues symbiotiques (les zooxanthelles). Cependant cette relation de symbiose entre l’algue et le protozoaire est remise en cause par des chercheurs de la Station biologique de Roscoff (CNRS/Université Pierre et Marie Curie Paris 6). Les chercheurs ont en effet constaté que lorsque les algues sont à l'intérieur de l'acanthaire, elles changent d'aspect par rapport à leur vie libre. L'hypothèse est que l'acanthaire empêcherait l'algue de se diviser, mais permettrait en revanche la multiplication de ses chloroplastes, où se déroule la photosynthèse. Ainsi, l'acanthaire pourrait récupérer du carbone lorsque nécessaire en "volant" quelques cellules au sein d'immenses populations d'algues qui vivent très bien sous forme libre. Reste à démontrer les mécanismes précis de cette hypothétique "cytokleptie", d’où l’hypothèse d'un rapport de commensalisme et non symbiotique. 
Le squelette, toujours présent, est formé de dix spicules diamétraux parfaitement symétriques, vingt spicules soudés au centre de la cellule d’où ils prennent  naissance, au point de sortie de spicules, tous d’égale longueur, s’insèrent des faisceaux de myonèmes contractiles formant un appareil hydrostatique perfectionné permettant à l'organisme de flotter ou de plonger.

## Organisation
| Schéma cellulaire d'Acantharia | |
| ------------------------------ | --- |
|                                | 1 - axopode 2 - radicule radiale 3 - filipodes 4 - cortex ectoplasmique 5 - myonème 6 - mithocondrium 7 - endoplasme 8 - ribosome 9 - zooxatelle 10 - vacuoles 11 -microtubules 12 -Ectoplasme 13 -membrane de la capsule centrale 14 - appareil de Golgi 15 - vacuoles digestives 16 - noyaux. |

## Liste des ordres
Selon World Register of Marine Species (8 août 2019) :
- ordre des Acantharia incertae sedis
- ordre des Acanthonida Haeckel, 1881
- ordre des Arthracanthida Schewiakoff, 1926
- ordre des Chaunacanthida Schewiakoff, 1926
- ordre des Holacanthida Schewiakoff, 1926
- ordre des Symphyacanthida Schewiakoff, 1926